# Jerzy Einhorn
Jerzy Einhorn (* 26. Juli 1925 in Częstochowa, Polen; † 28. April 2000 in Stockholm, Schweden) war ein polnisch-schwedischer Strahlentherapeut und Politiker (Kristdemokraterna).
Er wurde Dr. med. 1958, Privatdozent für Strahlentherapie am Karolinska-Institut, Stockholm, 1959, Oberarzt beim Radiumhemmet, der Krebsklinik des Karolinska-Institut, und Professor für Strahlentherapie seit 1967. Vorsitzender der European Federation of Cancer Societies ab 1975. Ab 1984 war er Vorsitzender der Nobelvereinigung des Karolinska-Institut. Mitglied des schwedischen Reichstages war er als Vertreter der Christdemokraten von 1991 bis 1994.
Einhorn hat in seinen Memoiren mit dem Titel Utvald att leva seine Kindheit und Jugendzeit in Polen, und wie er als einer der wenigen polnischen Juden den Holocaust überlebt hat, beschrieben. Er ist der Vater der Schriftstellerin Lena Einhorn.
| Personendaten    | Personendaten                                                               |
| ---------------- | --------------------------------------------------------------------------- |
| NAME             | Einhorn, Jerzy                                                              |
| KURZBESCHREIBUNG | polnisch-schwedischer Strahlentherapeut und Politiker, Mitglied des Riksdag |
| GEBURTSDATUM     | 26. Juli 1925                                                               |
| GEBURTSORT       | Częstochowa, Polen                                                          |
| STERBEDATUM      | 28. April 2000                                                              |
| STERBEORT        | Stockholm, Schweden                                                         |